# Halla parthenopeia
Halla parthenopeia är en ringmaskart som först beskrevs av Delle Chiaje 1828.  Halla parthenopeia ingår i släktet Halla och familjen Oenonidae. Inga underarter finns listade i Catalogue of Life.